# Полина (Челябинская область)
Полина — посёлок в Сосновском районе Челябинской области. Коттеджный поселок входит в состав Томинского сельского поселения.

## География
Расположен между Уфимским и Троицким трактами, в 20 км от областного центра города Челябинска, недалеко находится железнодорожная станция Дубровка-Челябинская Южно-Уральской железной дороги.

## История
Один из первых коттеджных поселков в Челябинской области, начало строительство в 1990 году. Назван в честь младшей дочери предпринимателя-застройщика Льва Бульмана.

## Улицы
- Берёзовая,
- Еловая,
- Центральная,
- Солнечная,
- Сосновая.